# Винзен (Луэ)
Винзен (нем. Winsen), также Винзен-на-Луэ (Winsen an der Luhe) — город в Германии, районный центр, расположен в земле Нижняя Саксония.
Входит в состав района Харбург. Население составляет 34 247 человек (на 31 декабря 2010 года). Занимает площадь 109,55 км². Официальный код — 03 3 53 040.
Город лежит на реке Луэ (бассейн Эльбы) и подразделяется на 13 городских районов.
В Винзене родился Иоганн Петер Эккерман (1792—1854) — литературовед, получивший известность исследованиями творчества Гёте.

## Города-побратимы
- Фукуи, Япония
- Пон-де-Кле, Франция
- Прицвальк, Германия
- Дрезденко, Польша